# 屈允高
屈允高（？—？），字平施，號知雄，河南河南府閿鄉县人，明朝政治人物。

## 生平
易四房，萬曆丁丑二月二十日生。万历二十五年（1597年）丁酉科河南鄉試第二名舉人，二十九年（1601年）辛丑科會試第九十九名，廷試三甲第一百四十四名進士，刑部觀政，三十年初任定陶令，廉正不阿，以卓异闻，三十一年调单县令，尽瘁河工，多捐己俸，工成，告病归家，乡人善之。

## 家族
曾祖屈思，祖屈表，父屈羣策。前母李氏，母張氏，繼母張氏。严侍下。兄允升（监生）、弟允亨。娶姬氏。孫屈逸乘，順治丁酉舉人，屈超乘，順治己亥進士。